# 星野七海
星野 七海（ほしの ななみ、5月1日 - ）は日本の元女性声優。神奈川県出身。主にアダルトゲームに声をあてている。キャッチフレーズは「いま会いに行けるエロゲ声優」。
声優として仕事をするほか、2012年1月より「美少女ゲームフェア キャララ!!」のイメージコンパニオン・キャララガールズとして活動していたが、2015年11月をもってキャララガールズを卒業した。
その後2015年12月31日をもってAG-promotionを離れ声優を引退することが12月31日付けのブログで発表され、声優業を引退した。

## 出演
太字は主役・メインキャラクター

### ゲーム

#### 2012年
- ディバインハート カレン 〜姦墜洗脳の罠〜（藤宮 麻友美[4]）
- にくキュンおんがえし 〜助けた2匹が女の子になってやってきた〜（あんこ[5]）

#### 2013年
- 明日もこの部室で会いましょう（曽爾崎 あずさ[6]）
- 1番じゃなきゃダメですかっ?（山之上 天葉[7]）
- カテキョなお姉さんと僕 いけない個人レッスン（谷元 美月[8]）
- シロガネオトメ（上月 恵梨栖[9]）
- 目覚めると従姉妹を護る美少女剣士になっていた（女子生徒2）
- モンスターズ・レイド〜魔に堕ちる姫騎士〜（ティナ・イシュタリス[10]）
  - モンスターズ・レイド 短編集 〜エルフ王女複数輪辱種付け編〜（ティナ・イシュタリス）
- 通勤痴漢電車 アキバ行き（榊原 音々[11]）
- 戦国†恋姫〜乙女絢爛☆戦国絵巻〜（きよ[12]）
- 私立 寝取り学院（加藤 貴子、御木本 麗[13]）

#### 2014年
- Endless Dungeon（白鷺 皇女[14]）
- あにラブ〜女装美少年革命!〜（天王寺 樹[15]）
- ディバインハートカレンSP（藤宮 麻友美[16]）
- 完全なる調教ファイル（氷見 桜子[17]）
- 新・他の男の精液で孕んでもいいですか…?（樗木 綾[18]）
- セミラミスの天秤（矢内 香澄[19]）
- 学園下克上（堀江 千春[20]）
- 大催眠乱交学園（下級生A・D、女子C・F[21]）
- キトゥンフィリア（彩葉[22]）
- できない私が、くり返す。（泉 詩乃[23]）
- 悪の女幹部2（ハルカプトラ7世、七町遥架[24]）
- おかずパラダイス Sweet＆Darkness（柚原 凛[25]）
- セーラーエレメント（セーラーイグニス、火崎紅羽[26]）
- ぷちよめ（佐倉氷咲[27]）
- トロピカルVACATION（所娘乱[28]）
- 淫虜日記〜少女は如何に壊れたか〜（大崎 理沙[29]）
- 世界を救うだけの簡単なお仕事（モブ子[30]）
- 今夜、お義父様に抱かれます…（滝沢 陽菜[31]）
- 彼女のセイイキ（店員ちゃん[32]）

#### 2015年
- 今夜、おじ様に抱かれます…（滝沢陽菜[33]）
- 戦乙女らんなばうとっ!（リム=ベリウ[34]）
- 逆催眠 思い切り僕を愛して苛めて可愛がって（白銀 紫弦[35]）
- 強制恥辱操作（早乙女 美姫[36]）
- 光翼戦姫エクスティア（佐々原[37]）
- 私立 寝取り学院2（平泉 千歳[38]）
- ディバインハート カレンSP シーズン2（藤宮 麻友美[39]）
- おお勇者よ、イってしまうとは情けない!（レーナ[40]）
- 淫烙の巫女NTR2（滝沢陽菜[41]）
- 妹のセイイキ（店員ちゃん[42]）
- 今夜、妻が父に抱かれます…（滝沢陽菜[43]）
- ビッチなあの娘に性活指導! JKビッチ★はめぱこスクールライフ（八木沼曜子[44]）

#### 2016年
- 今夜、妻が父に抱かれます… 〜岩淵遥の告白〜（滝沢陽菜[45]）
- 戦国†恋姫X〜乙女絢爛☆戦国絵巻〜（きよ[46]）

### ソーシャルゲーム
- Quiz of Walkure（パル、ひなぎく、セリル、アル）[47]
- とーきんがーるずっ！SECOND vol.3（真穂[48]）
- 大冒険！ゆけゆけおさわりアイランド（減ヶ崎雪歩）[47]
- 天頂-TEPPEN-（伊東 愛華、天城 ゆり、岡本 みずほ、崎坂なつき[49]）

### CD
- Itaru/Time of Eternity[50]

### WEBラジオ
- ないある!（メインMC[1]：第100回 - 113回）
- MAKE SOME NOISE!（メインMC[1]）
- ぷれキャララ！（パーソナリティ）
- カップリングラジオ
  - カップリングラジオ#01 (パーソナリティ[51])
  - カップリングラジオ#03 (パーソナリティ[52])

### イベント
- 美少女ゲームフェア・キャララ[1]
  - キャララガールズ（2012年1月20日 - 2015年11月20日）[53]

### 歌
- Turn of Fate（『Itaru/Time of Eternity』）
  - 歌：花澤さくら・星野七海
- 天使のシンフォニー（『Itaru/Time of Eternity』）
  - 歌：倉田まりや・藤乃理香・柚原みう・花澤さくら・星野七海